# لولا هيريرا
لولا هيريرا (بالإسبانية: María Dolores Herrera Arranz)‏ هي ممثلة إسبانية، ولدت في 30 يونيو 1935 في إسبانيا. من الجوائز التي نالتها ميدالية الاستحقاق الذهبية في الفنون الجميلة (إسبانيا) سنة 1999.

## جوائز
- ميدالية الاستحقاق الذهبية في الفنون الجميلة (إسبانيا) (1999)

## وصلات خارجية
- لولا هيريرا على موقع IMDb (الإنجليزية)
- لولا هيريرا على موقع ألو سيني (الفرنسية)
- لولا هيريرا على موقع أول موفي (الإنجليزية)
- لولا هيريرا على موقع قاعدة بيانات الأفلام السويدية (السويدية)
- لولا هيريرا على موقع قاعدة بيانات الفيلم (الإنجليزية)
- لولا هيريرا على موقع كينوبويسك (الروسية)